# Trzciniec (Mława)
Pour les articles homonymes, voir Trzciniec.
Trzciniec (prononciation : [ˈtʂt͡ɕiɲet͡s]) est un village polonais de la gmina de Radzanów dans le powiat de Mława de la voïvodie de Mazovie dans le centre-est de la Pologne.

## Histoire
De 1975 à 1998, le village appartenait administrativement à la voïvodie de Ciechanów.